# Josh Lakatos
Joshua David "Josh" Lakatos, född 24 mars 1973 i Pasadena, Kalifornien, är en amerikansk sportskytt.
Han blev olympisk silvermedaljör i trap vid sommarspelen 1996 i Atlanta.